# Iliá Chavchavadze
Iliá Chavchavadze (en georgiano: ილია ჭავჭავაძე Kvareli, 8 de noviembre de 1837 – 12 de septiembre de 1907) fue un escritor, poeta, periodista y abogado georgiano que encabezó el renacimiento del movimiento nacional de Georgia en la segunda mitad del siglo XIX, durante el gobierno ruso de Georgia. Hoy es ampliamente considerado como uno de los padres fundadores de la actual Georgia. Inspirado por los movimientos liberales contemporáneos en Europa, como escritor y figura pública, Iliá Chavchavadze dirigió gran parte de sus esfuerzos hacia el despertar de los ideales nacionales en Georgia y a la creación de una sociedad estable en su tierra natal.
Sus obras literarias más importantes fueron: El ermitaño, El santo, La viuda de Otaraant, Kako el ladrón, Una nación feliz, Cartas de un viajero y ¿Es un hombre el ser humano?. Fue editor en jefe de las publicaciones periódicas georgianas Sakartvelos Moambe (1863-1877) e Iveria (1877-1905), y fue autor de numerosos artículos para revistas que trataban temas relacionados con Georgia y los georgianos. Chavchavadze un protector devoto de la lengua georgiana frente a la rusificación imperante. Participó en la fundación de la Sociedad para la Difusión de la Alfabetización entre los Georgianos.
Chavchavadze fue fatalmente herido en la aldea de Tsitsamuri, a las afueras de Miskheta, por una banda de asesinos. Su legado le valió la amplia admiración del pueblo georgiano. En 1987 fue canonizado como San Iliá el Justo (en georgiano: წმინდა ილია მართალი) por la Iglesia Ortodoxa de Georgia. Hoy en día, los georgianos veneran a Chavchavadze como El rey sin corona (en georgiano: უგვირგვინო მეფე) y el Pater Patriae (Padre de la Patria) de Georgia.

## Lecturas relacionadas
- Baron de Baie: Au nord de la chaine du Caucase souvenirs d'une mission", Paris, 1899 (en francés)
- Baron de Baie: Tiflis souvenirs d'une mission, Paris, 1900 (en francés)
- Companjen, Françoise J., "Between Tradition and Modernity". Ámsterdam 2004, pp. 167–171 (en inglés)
- Leist, Arthur: Das georgische Volk, Dresde, 1903 (en alemán)
- Lehman-Haupt, C.F. : Reisen und Forschungen, Berlín, 1910, pp. 106–111 (en alemán)
- Reisner, Oliver: The Tergdaleulebi: Founders of Georgian National Identity. In: Ladislaus Löb, István Petrovics, György E. Szonyi (eds.): Forms of Identity: Definitions and Changes. Attila Jozsef University, Szeged 1994, pp. 125–37
- Wardrop, Oliver The Kingdom of Georgia, London, 1888, pp. 150–152